# Paracilnia neavei
Paracilnia neavei es una especie de mantis de la familia Mantidae. Es el único miembro del género monotípico Paracilnia.

## Distribución geográfica
Se encuentra en el Congo, Tanzania y Zimbabue.